# 塞巴斯科莊園 (緬因州)
塞巴斯科莊園（英語：Sebasco Estates）是位於美國緬因州薩加達霍克縣的一個非建制地區。

## 地理
塞巴斯科莊園所處的海拔為高於海平面8米（即26英呎），而該地所採用的時區為UTC-5，即北美东部時區（EST）。同時該地設有夏令時間，為UTC-5調快一小時，即UTC-4（EDT）。